# オン (化学)
-オン(-one)は、有機化合物の命名において、-C(=O)-基、即ちケトン基を表すのに用いられる接尾辞である。この前にハイフンで挟まれた数字が挿入される場合、これは=Oが結合する原子の位置を表している。この言葉は、最も単純なケトンであるアセトンの語尾に由来する。母音で始まる別の接尾辞が続く時には、末尾の”-e”は欠落する。